# Роджер Сешнз
Роджер Гантінтон Сешнз (англ. Roger Huntington Sessions; 28 грудня 1896, Бруклін, Нью-Йорк, США — 26 березня 1985, Принстон, Нью-Джерсі, США) — американський композитор, музикознавець, професор університету.

## Життєпис
Роджер Сешнз у віці 14 років розпочав свою музичну освіту в Гарвардському університеті. Тут він писав статті, а згодом і редагував «Гарвардський музичний огляд» (Harvard Musical Review). Через 4 роки він вступив до Єльського університету, де вивчав композицію у Гораціо Паркера (Horatio Parker), з Надею Буланже та Ернестом Блохом (Ernest Bloch), у якого він став помічником у Клівлендському інституті музики в 1921 році. З 1925 по 1933 рік, він провів вісім років у Європі та зацікавився музикою Арнольда Шенберга, Альбана Берга, Ріхарда Штрауса та Пауля Гіндеміта.
У 1933 році він остаточно повернувся до Америки, де в 1935—1969 роках викладав композицію в Каліфорнійському (в Берклі), Принстонському та Гарвардському університетах, а також в Джульярдській школі музики.
Двічі був нагороджений Пулітцерівською премією. В 1974 році за його роботу протягом життя як видатного американського композитора. Та в
1982 році Пулітцерівську премію за видатний музичний твір — «Концерт для оркестру», що вперше був виконаний Бостонським симфонічним оркестром 23 жовтня 1981 року, під орудою диригента Сейдзі Одзава.

## Творчість
Першою його основною роботою стала оркестрова сюїта, музика до п'єси Леоніда Андреєва «Чорні маски» (The Black Maskers). У своїх вісьмох симфоніях використовував поліфонічну техніку та асиметричні ритми. Він також створив концерт для скрипки, два струнні квартети, струнний квінтет, концертіно для камерного оркестру, три опери, кантати і три біблійні хори.
- (1924–26) Три хорові прелюдії для органу
- (1927) Симфонія № 1
- (1928) Оркестрова сюїта «Чорні маски»
- (1930) Соната для фортепіано № 1
- (1935) Концерт для скрипки
- (1936) Струнний квартет № 1
- (1940) З мого щоденника (Сторінки з щоденника)
- (1942) Дует для скрипки та фортепіано
- (1946) Соната для фортепіано № 2
- (1946) Симфонія № 2
- (1947) Суд над Лукулом, одноактна опера
- (1951) Струнний квартет № 2
- (1953) Соната для сольної скрипки
- (1954) Ідилія Феокрита
- (1956) Меса, для унісон хору та органу
- (1956) Фортепіанний концерт
- (1957) Симфонія № 3
- (1957) Струнний квінтет
- (1958) Симфонія № 4
- (1959) Дивертимент для оркестру
- (1940—1964) «Монтесума» (оркестровка закінчена 1963, опера на три дії, лібрето Джузеппе Антоніо Боргезе)
- (1964) Симфонія № 5